# José Batista Júnior
José Batista Júnior, también conocido como Júnior Friboi (Anápolis, 12 de febrero de 1960), es un empresario y político brasileño, hermano de los también empresarios Joesley Batista y Wesley Batista, e hijo del patriarca Zé Mineiro, fundador del Grupo JBS. 

## Grupo JBS
José Batista Júnior presidió durante 25 años la empresa familiar JBS, conglomerado de ocho empresas que empleaban a más de 200.000 personas y que tuvieron unas ventas globales estimadas en más de 80.000 millones de reales en 2015.
Fundado por su padre en la ciudad de Anápolis, en el interior del estado de Goiás, en 1953 nace el gigante JBS, una compañía cárnica que recibió las siglas de su fundador, José Batista Sobrinho, conocido como Zé Mineiro.
A mediados de la década de 1980, José Batista Júnior, al frente de una nueva generación, se hace cargo de la compañía. En pocos años, a través de adquisiciones, la empresa se internacionaliza. Además, a partir de 2007 va a cotizar en Bolsa. Algunos hitos de la compañía son:
- En septiembre de 2005, JBS adquiere la compañía Swift, de Argentina.[3]
- En 2007, JBS sale a Bolsa. Ese mismo año, JBS se convirtió en la mayor empresa de procesamiento de carne bovina del mundo al comprar la compañía Swift de Estados Unidos.[4] * En diciembre de 2007 compra el 50% de la italiana Inalca por 225 millones de euros y entra en el mercado europeo de alimentos.[5][6]
- En 2008, JBS adquiere dos empresas de importancia; la compañía australiana Tasman Group por 150 millones de dólares,[7] y la empresa estadounidense Smithfield Foods por 565 millones de dólares.[8][9]

## Trayectoria
José Batista Júnior se afilió al Partido del Movimiento Democrático Brasileño (PMDB) para disputar el gobierno del estado de Goiás en las elecciones generales en Brasil en 2014. En diciembre de 2014, el Gobernador reelegido de Goiás, Marcone Perrilo, publicó una ley que perdonaba más de un billón de reales al Grupo JBS, dinero adeudado al Gobierno de Goiás (ver el reportaje: JBS negoció divida de R$1,3 mil millones por R$320 millones. Periódico El Popular de 26/01/2015). Su publicitario fue Duda Mendonça, en un contrato de cerca de 30 millones de reales.